# Pitilingorri
En parte de España, pitilingorri, kasimotxo, limonotxo, naranjotxo, caliguay, txurrumuski,  "vimão" o Tologorri es el nombre que se le da a la bebida mezcla de vino tinto con kas limón (generalmente) o de naranja. Procede de una variante del kalimotxo, vino con cola, donde se sustituye la cocacola por kas (Receta pitilingorri en KAS.oficial).
El nombre procede del euskera que significa, churrilla roja. ( Pitilin es órgano reproductor de un niño, y gorria, es rojo). Argentina es denominado "Fantino", por la fusión entre la gaseosa Fanta y el vino.
Cuando es tinto, a esta bebida se la denomina en España tinto de verano, que es más bien vino con gaseosa o refresco de limón, y en algunos lugares la acompañan con martini.
- Datos: Q5654212